# Paratge
|  | Aquest article tracta sobre un concepte occità. Vegeu-ne altres significats a «Paratge (bolet)». |

Paratge (mot occità) és un concepte bàsic de la civilització occitana de l'edat mitjana que significava igualtat entre els sexes i entre les classes socials. Segons aquest concepte, la valor d'un cavaller no depenia del seu naixement, però sí de la seva noblesa de cor i del seu mèrit. Els conceptes complementaris eren «fin amors, joi d'amor, trobar clus i amor de lonh». És un tema freqüent als escrits occitans. Així l'escriptor de la Cançó de la Croada es plany que els guerrers francesos invasors no tenen ni entenen cap paratge: «Totz lo mons ne valg mens, de ver o sapiatz; car Paratges ne fo destruitz e decassatz; Et totz Crestianesmes aonitz e abassatz» (trad.: Tot el gènere humà en fou disminuït en valor, sapigueu-ho en veritat, car Paratge en fou anorreat i exiliat, i tota la cristiandat rebaixada i coberta d'oprobi.).
A l'ocasió del huitcenté aniversari de la matança dels càtars per croats francesos el 22 de juliol del 1210, el 2010 els habitants de la ciutat de Menèrba van inaugurar una pedra commemorativa amb el text «Menèrba se soven. Paratge!». (trad.: Menèrba es recorda. Paratge)
El moviment occitanista va fer renéixer aquest terme, com a sintesi de la civilització occitana, en una accepció moderna. Així, per exemple, el Partit de la Nació Occitana escriu: «Charlie Hebdo : Contra la barbàrie el "Paratge" […] Atès que la nostra civilització glorifica el "Paratge" és a dir, la igualtat entre els éssers humans, preferim allargar la mà a tots els desarrelats a Occitània d'identitat incerta.» i crear una societat oberta i acollidora. El 18 de novembre del 2002 va néixer Paratge, un laboratori polític occità, emmarcat dins els estats francès i italià. Tenia dues seccions, Paratge a les Valadas Occitanas del Piemont a Itàlia i el Para(t)ge Mar, Ròse e Monts, a Provença a França.